# Narendra Bedi
Narendra Bedi (* 1937 in Bombay; † 21. Oktober 1982) war ein indischer Filmregisseur und Drehbuchautor.

## Leben
Bedi war der Sohn des Schriftstellers und Filmregisseurs Rajinder Singh Bedi. Nach einem Abschluss an der Bombay University begann er in der Filmbranche bei G. P. Sippys Produktionsgesellschaft als Drehbuchautor zu arbeiten. Sein Debüt als Regisseur hatte er 1969 mit Bandhan, einem Film mit Rajesh Khanna und Mumtaz in den Hauptrollen. Sein zweiter Film Jawani Diwani (1972) war kommerziell sehr erfolgreich und enthielt Rahul Dev Burmans Hitsong Tum kahan. In den 1970er Jahren drehte Bedi überwiegend Teenager-Romanzen.

## Filmografie
- 1969: Bandhan
- 1972: Jawani Diwani
- 1974: Benaam
- 1974: Khote Sikkay
- 1974: Dil Diwana
- 1975: Raffoo Chakkar
- 1976: Adalat
- 1976: Maha Chor
- 1981: Kachche Heere
- 1982: Insaan
- 1982: Sanam Teri Kasam
- 1982: Taaqat